# Hiroshi Sakurazaka
Hiroshi Sakurazaka (en japonais : 桜坂 洋), né en 1970 à Tokyo, est un écrivain japonais. Il est particulièrement connu pour être l'auteur du light novel All You Need Is Kill qui a inspiré le scénario du film Edge of Tomorrow.